# Saljut 7 EO-1
Saljut 7 EO-1 war die Bezeichnung für den ersten Langzeitaufenthalt an Bord der sowjetischen Raumstation Saljut 7. Die beiden Kosmonauten starteten mit Sojus T-5 und kehrten mit Sojus T-7 zur Erde zurück.

## Besatzung

### Hauptmannschaft
- Anatoli Nikolajewitsch Beresowoi, Kommandant
- Walentin Witaljewitsch Lebedew, Bordingenieur

Für Beresowoi war es der erste Raumflug. Er war zuvor schon für einen Flug zu Saljut 5 vorgesehen, der dann aber nicht mehr stattfand. Lebedew hatte bereits 1973 bei einem Testflug des Sojus-Raumschiffs teilgenommen.

### Ersatzmannschaft
- Wladimir Georgijewitsch Titow, Kommandant
- Gennadi Michailowitsch Strekalow, Bordingenieur

Auch in der Ersatzmannschaft war der Kommandant ein Neuling, während der Bordingenieur bereits Weltraumerfahrung hatte. Strekalow hatte 1980 mit Sojus T-3 die dreisitzige Version des Sojus-Raumschiffs getestet.

## Missionsverlauf

### Start und Inbetriebnahme
Beresowoi und Lebedew starteten am 13. Mai 1982 mit Sojus T-5. Am Folgetag führten sie die erste Kopplung mit der neuen Raumstation Saljut 7 durch.
Eine ihrer ersten Tätigkeiten war das Aussetzen des Kurzwellen-Amateurfunksatelliten Iskra 2 am 17. Mai. Dies war das erste Mal, dass ein Kommunikationssatellit von einem bemannten Raumfahrzeug ausgesetzt wurde.
Am 25. Mai koppelte der Raumfrachter Progress 13 an die Raumstation. Um die Ankopplung beobachten zu können, manipulierten Beresowoi und Lebedew eine Luke, die während des Manövers eigentlich nicht geöffnet sein durfte. Die Kosmonauten vergaßen, dies rückgängig zu machen, und als die Flugleitung bemerkte, dass die Kosmonauten sich später wieder frei bewegten, obwohl die Luke laut Signal noch geschlossen war, trug ihnen das eine Rüge ein.
Progress 13 blieb bis zum 4. Juni angekoppelt. Zwei Tage zuvor hatten die Progress-Triebwerke die Flughöhe der Raumstation verringert. Damit wurde das Ankoppeln des nächsten Raumschiffs Sojus T-6 ermöglicht, das mit drei Besatzungsmitgliedern die bisherige Flughöhe der Saljut nicht erreicht hätte.

### Besuch: Sojus T-6
Am 25. Juni koppelte mit Sojus T-6 die erste Besuchsmannschaft an Saljut 7. An Bord waren Kommandant Dschanibekow, Bordingenieur Iwantschenkow und der französische Forschungskosmonaut Chrétien, der erste westeuropäische Raumfahrer. Vor der Kopplung war der Argon-Computer an Bord der Saljut ausgefallen, so dass Kommandant Dschanibekow den Anflug von Hand steuern musste.
Eine Woche lang war die Raumstation mit fünf Personen bemannt, dies dauerte bis zum Abkoppeln von Sojus T-6 am 2. Juli.

### Erster Ausstieg
Vom 12. Juli bis zum 10. August 1982 war der Frachter Progress 14 angekoppelt. Unter anderem wurde damit der Labor-Ofen Korund angeliefert.
Am 30. Juli 1982 unternahmen Beresowoi und Lebedew den ersten Weltraumausstieg. Von der Bodenstation aus war Alexei Leonow, der erste Mensch, der einen Weltraumausstieg durchgeführt hatte, stets im Funkkontakt mit den Kosmonauten. Lebedew montierte zuerst eine Kamera und einen Scheinwerfer. Dann tauschte er einige Experimente an der Außenhülle der Station aus. Beresowoi blieb dabei in der geöffneten Schleuse. Lebedew inspizierte außerdem das Äußere von Saljut 7 und testete einige Verfahren, die in künftigen Ausstiegen angewendet werden sollten.

### Austausch des Raumschiffs: Sojus T-7
Am 20. August koppelte das Raumschiff Sojus T-7 an. Die zweite Besuchsmannschaft bestand aus Kommandant Leonid Popow, Bordingenieur Alexander Serebrow und Forschungskosmonautin Swetlana Sawizkaja. Nach Walentina Tereschkowa im Jahre 1963 war Sawizkaja erst die zweite Frau im Weltall.
Eine Woche lang war Saljut 7 mit fünf Personen bemannt. Das war das erste Mal, dass eine Raumstation eine gemischtgeschlechtliche Besatzung hatte. Sawizkaja bekam das Orbitalmodul von Sojus T-7 als Privatbereich zugewiesen, schlief aber ebenso wie die Männer in der Raumstation.
Die Besuchsmannschaft übernahm das Raumschiff Sojus T-5, dessen Haltbarkeitsdauer im Weltraum sich dem Ende näherte und kehrte am 27. August zur Erde zurück.
Am 29. August wurde Sojus T-7 vom hinteren zum vorderen Kopplungsstutzen umgesetzt, damit Platz für einen Progress-Frachter frei würde.

### Weitere Arbeiten
Am 7. September trainierten die Kosmonauten das Verhalten im Fall eines Lecks in der Station. Mit Hilfe des Messgeräts Diusa konnten sie bestimmen, wie viel Zeit ihnen noch zur Verfügung stehen würde, um die Systeme abzuschalten, Experimente einzusammeln, den Raumanzug anzulegen und das Sojus-Raumschiff zu besteigen. Eine Tasche mit Ergebnissen von Experimenten war immer in der Nähe der Luke zum Raumschiff gelagert.
Wenn nur fünf Minuten bis zum Druckverlust bleiben, kann praktisch nichts auf der Station gerettet werden. Wenn dagegen noch eine Stunde Zeit bleibt, kann das Leck geortet und das entsprechende Modul isoliert werden. Für einen Druckverlust im Raumschiff selbst oder bei einem Feuer an Bord gab es ebenfalls Notfallpläne, die geübt wurden.
Bei einer Notlandung des Raumschiffs wurde natürlich ein Landeplatz in der Sowjetunion angestrebt. Wäre das nicht möglich, waren als Ausweichplätze noch das Ochotskische Meer, Südfrankreich und sogar der Mittlere Westen der USA geplant.
Vom 20. September bis zum 14. Oktober 1982 war der Raumfrachter Progress 15 angekoppelt, vom 2. November bis zum 13. Dezember Progress 16. Beide Raumflugkörper wurden auch dazu benutzt, die Flughöhe der Raumstation anzuheben.
Mitte November bekam Beresowoi gesundheitliche Probleme. Ein Abbruch der Mission stand im Raum, Beresowoi erholte sich aber, nachdem Lebedew ihm eine Injektion verabreicht hatte.
Am 18. November setzten die Kosmonauten einen zweiten Amateurfunksatellit durch die Schleuse aus. Iskra 3, der mit Progress 16 angeliefert worden war, verglühte nach vier Wochen Betrieb.

### Rückkehr und Bergung
Die Mission musste vorzeitig beendet werden, weil der Navigationscomputer Delta, der auch für die Ausrichtung der Station zuständig war, nicht mehr korrekt arbeitete. Die Flugleitung entschied, die Mission abzubrechen und Delta von der nächsten Mannschaft reparieren zu lassen.
Beresowoi und Lebedew begaben sich in Sojus T-7, koppelten ab und führten die Bremszündung durch. Da dies außerhalb des vorgesehenen Zeitraums stattfand, musste die Landung bei Dunkelheit durchgeführt werden. Zudem war das Wetter wesentlich schlechter als vorhergesagt: es herrschte Schneetreiben und die Temperatur betrug −9 °C. Sojus T-7 landete gegen ein Uhr nachts an einem Hügel im Tiefschnee. Die Fallschirme zogen die sich überschlagende Landekapsel bergab.
Die Bergungsmannschaften konnten die Landekapsel nicht sehen, aber doch ihren Sender anpeilen. Bei dichtem Schneetreiben konnten die Hubschrauber nicht landen. Einer versuchte es trotzdem, beschädigte dabei aber das Landegestell. Zwanzig Minuten nach der Landung waren die Kosmonauten ausgestiegen und wärmten sich in einem inzwischen eingetroffenen Raupenfahrzeug. Der Treibstoff, der die Heizung versorgte, ging schon zur Neige, als am Morgen die Helikopter wiederkamen.
Durch die vorzeitige Rückkehr hatten sich die Kosmonauten nicht körperlich vorbereitet, und so dauerte die Anpassung an die irdische Schwerkraft länger als bei früheren Missionen.

### Unbemannter Betrieb
Da die sowjetischen Kopplungsmanöver im Gegensatz zu den amerikanischen vollautomatisch durchgeführt werden, konnte die Versorgung der Raumstation dennoch gesichert werden. Am 2. März 1983 wurde unter der Bezeichnung Kosmos 1443 ein unbemanntes TKS-Raumschiff gestartet, mit dem wesentlich mehr Ladung als mit den Progress-Frachtern transportiert werden konnte. Unter anderem waren neue Speichermodule für den Delta-Computer sowie weitere Solarpaneele an Bord.
Die Annäherung wurde sehr langsam durchgeführt, einerseits um Treibstoff zu sparen, andererseits weil dies erst der zweite Kopplungsversuch mit einem TKS-Raumschiff war.
Nachdem Kosmos 1443 am 10. März angekoppelt hatte, übernahm der Frachter die Lageregelung der Raumstation. Am 5. und am 11. April verringerte Kosmos 1443 die Flughöhe von Saljut 7, um das Rendezvous mit der nächsten Mission Sojus T-8 vorzubereiten.

## Bedeutung für das Saljut-Programm
Beresowoi und Lebedew hatten mit knapp sieben Monaten im All einen neuen Langzeitrekord aufgestellt.
Auch wissenschaftlich war die Mission ein Erfolg. Die Kosmonauten hatten ungefähr 300 Experimente aus verschiedenen Gebieten durchgeführt. Unter anderem war es erstmals gelungen, mit Schaumkressen Pflanzen bis zur vollständigen Entwicklung in der Schwerelosigkeit wachsen zu lassen. Bei Erdbeobachtungen konnten sie 40 potenzielle Mineral-Lagerstätten identifizieren.
Die Raumstation Saljut 7 hatte sich als funktionstüchtig erwiesen, auch wenn es zu Computerproblemen gekommen war. Für die nächste Mannschaft, die mit Sojus T-8 starten sollte, war die Reparatur des Delta-Computers und die Installation von weiteren Solarzellen vorgesehen.